# Kalveholm
Kalveholm är en ö i Danmark. Den ligger i Region Själland, i den sydöstra delen av landet. På Kalveholm finns nästan ingen växtlighet.